# Centroclisis adnexa
Centroclisis adnexa is een insect uit de familie van de mierenleeuwen (Myrmeleontidae), die tot de orde netvleugeligen (Neuroptera) behoort. 
Centroclisis adnexa is voor het eerst wetenschappelijk beschreven door Navás in 1915.